# Andrezé
Andrezé är en kommun i departementet Maine-et-Loire i regionen Pays de la Loire i nordvästra Frankrike. Kommunen ligger i kantonen Beaupréau som tillhör arrondissementet Cholet. År 2018 hade Andrezé 1 941 invånare.

## Befolkningsutveckling
Antalet invånare i kommunen Andrezé
| Referens: INSEE |